# Romain Gauderon
| 116166 Andrémaeder | 3 dicembre 2003 |

Romain Gauderon (...) è un astronomo svizzero.
Il Minor Planet Center gli accredita la scoperta di quattro asteroidi effettuate tra il 2003 e il 2005, tutte in collaborazione con Raoul Behrend.